# Xysticus lanzarotensis
Xysticus lanzarotensis là một loài nhện trong họ Thomisidae.
Loài này thuộc chi Xysticus. Xysticus lanzarotensis được Jörg Wunderlich miêu tả năm 1992.